# عثمان دیومنده
عثمان دیومنده (انگلیسی: Ousmane Diomandé؛ زادهٔ ۴ دسامبر ۲۰۰۳) بازیکن فوتبال است.